# Daniel Jositsch
Daniel Jositsch, né le 25 mars 1965 à Zurich (originaire de Stäfa et Geroldswil, binational suisso-colombien), est un homme politique suisse, membre du Parti socialiste.
Il est député du canton de Zurich au Conseil national de 2007 à 2015 puis au Conseil des États à partir de 2015.

## Biographie

### Formation et carrière professionnelle
Originaire de Stäfa et de Geroldswil dans le canton de Zurich, Daniel Jositsch grandit à Zurich et dans la vallée de la Limmat (de). Au collège de Stadelhofen à Zurich, il obtient une maturité de type B en 1984. Entre 1985 et 1990, il étudie à l'Université de Saint-Gall et y obtient une licence en droit. Pendant ses études, il est membre de la fraternité AV Bodania.[réf. nécessaire]
De 1991 à 1995, il est directeur général de la Chambre de commerce suisse en Colombie. Après l'obtention d'un brevet d'avocat colombien en 1992, il travaille également comme avocat indépendant à Bogota. Dans le même temps, il obtient en 1993 un doctorat de l'Université de Saint-Gall.[réf. nécessaire]
De retour à Zurich, il devient assistant juridique au sein du courtier en assurance Kessler & Co. en 1995-1996, puis stagiaire au cabinet d'avocats Naegeli & Streichenberg en 1996-1998. En 1998, il obtient son brevet d'avocat zurichois et devient avocat dans le même cabinet jusqu'en 2000. De 2000 à 2004, il est un avocat indépendant, traitant exclusivement d'affaires en matière de droit pénal. Dans le même temps il travaille sur sa thèse d'habilitation.[réf. nécessaire]
En 2004, il obtient son habilitation à l'Université de Zurich. La même année, il y est nommé professeur agrégé de droit pénal, de procédure pénale et de criminologie. En 2012, il est promu par le Conseil de l'Université au poste de professeur titulaire,.
Le 9 novembre 2011, Daniel Jositsch est élu président de la Société suisse des employés de commerce par l'assemblée des délégués.
En janvier 2017, il obtient la nationalité colombienne.

### Vie privée
Daniel Jositsch a été marié pendant sept ans avec une ressortissante colombienne, rencontrée à Bogota, avec laquelle il a eu un fils. Il est d'origine juive et a été pendant plusieurs années en couple avec la conseillère nationale Chantal Galladé,.
Il est lieutenant-colonel au sein de l'armée suisse.

## Parcours politique
Daniel Jositsch est président du Parti socialiste dans le district de Meilen depuis 2005. En 2006, il est élu président de la section zurichoise du Nouveau mouvement européen suisse.
En mai 2007, il entre au parlement du canton de Zurich, dont il démissionne en décembre, à la suite de son élection au Conseil national. Durant la même année, dans le cadre d'une collaboration avec Chantal Galladé, il publie un plan en douze points pour lutter contre la violence des jeunes et les problèmes scolaires à l'attention des médias. Lors de l'élection au gouvernement du canton de Zurich, le 29 novembre 2009, il est battu par Ernst Stocker qui remporte le premier tour de scrutin à la majorité absolue. Aux élections fédérales du 23 octobre 2011, il est réélu au Conseil national.
Le 18 octobre 2015, il est élu au premier tour pour représenter son canton au Conseil des États. Il est réélu au premier tour en 2019 et 2023, obtenant lors de cette dernière réélection le meilleur résultat de Suisse.
En novembre 2022, il se déclare candidat à la succession de Simonetta Sommaruga au Conseil fédéral, s'opposant ainsi à la direction de son parti qui n'appelait que des candidatures féminines. Il se porte à nouveau candidat au Conseil fédéral en septembre 2023, pour succéder à Alain Berset, mais n'est pas retenu sur le ticket officiel socialiste. Il obtient quand même 68 voix lors au troisième et dernier tour de scrutin de l'élection du 13 décembre 2023, contre 134 voix au conseiller fédéral élu Beat Jans.

### Positionnement politique
Il fait partie de l'aile droite de son parti. Il est le fondateur en 2016 de l'aile réformatrice du parti socialiste, regroupant les modérés.
Il défend notamment une neutralité stricte. Il se montre plus réservé que son parti sur les questions sociales et plus libéral sur le plan économique.

## Publications
- Das Schweizerische Korruptionsstrafrecht: Art. 322ter bis Art. 322octies StGB, éd. Schulthess, Zurich, 2004  (ISBN 3-7255-4840-4).
- Grundriss des schweizerischen Strafprozessrechts, éd. Dike, Zurich, 2009  (ISBN 978-3-03751-187-9).
- Schweizerische Jugendstrafprozessordnung (JStPO): Kommentar, éd. Dike, Zurich, 2010  (ISBN 978-3-03-751287-6).